# Dolní Habartice
Dolní Habartice (deutsch Nieder-Ebersdorf) ist eine Gemeinde in Tschechien. Sie liegt zehn Kilometer südöstlich von Děčín und gehört zum Okres Děčín.

## Geographie

### Geographische Lage
Das Waldhufendorf Dolní Habartice erstreckt sich im Norden des Böhmischen Mittelgebirges entlang des Baches Bystrá (Absbach) und bildet das zwischen Benešov nad Ploučnicí und Horní Habartice gelegene Glied in der Kette von Ortschaften entlang des Baches. Westlich erhebt sich der Kosí vrch (Amselberg, 402 m), im Nordwesten die Dobrná (Doberner Berg, 531 m), im Nordosten der Vysoký les (464 m), im Osten der Bukovinský vrch (Bockenberg, 444 m) und im Süden der Ostrý (300 m).

### Gemeindegliederung
Für die Gemeinde Dolní Habartice sind keine Ortsteile ausgewiesen.

### Nachbargemeinden
Nachbarorte sind Brložec und Horní Habartice im Norden, Veselé und Veselíčko 1.díl im Nordosten, Malá Bukovina im Osten, Velká Bukovina und Starý Šachov im Südosten, Františkov nad Ploučnicí, Terezínské Údolí, Mlatce und Bedřichov im Süden, Benešov nad Ploučnicí und Heřmanov im Südwesten, Ovesná im Westen sowie Dobrná im Nordwesten.

## Geschichte
Das zur Herrschaft Scharfenstein gehörige Dorf wurde in der Mitte des 13. Jahrhunderts durch deutsche Kolonisten gegründet. Erstmals schriftlich erwähnt wurde villa Euerhardesdorf im Jahr 1281 in einer Urkunde des Jesek von Michelsberg. Das nach seinem Lokator benannte Dorf wurde von 21 Bauern angelegt. Hundert Jahre später bestanden in Ebirstorff noch 12 Wirtschaften. Besitzer des Dorfes waren zu dieser Zeit die Herren von Wartenberg. 1511 erwarb Nikolaus Trčka von Lípa die Herrschaft und verkaufte sie 1515 an die Brüder von Salhausen. Bei der Teilung des Besitzes fiel Eberhardesdorf 1522 Friedrich von Salhausen zu, der sich in Bensen ein neues Schloss errichten ließ. Weil seine Mittel für den Schlossbau nicht ausreichten, verpfändete Friedrich zunächst Teile der Herrschaft. 1528 überließ er Hans von Knobloch auf Warnsdorf vier Bauern in Nieder-Ebersdorf, das ganze Dorf Klein-Bocken sowie Teile von Markersdorf gegen 1010 Schock. 1539 verkaufte Knobloch Klein-Bocken und die vier Nieder-Ebersdorfer Bauern an Balthasar von Penzig auf Sandau und Straußnitz. Aus den vier Bauernwirtschaften entstand später das Vorwerk Nieder-Ebersdorf.
Nach der Schlacht am Weißen Berg gehörte Nieder-Ebersdorf zu den Besitzungen des kaiserlichen Reformationskommissars Otto Heinrich von Wartenberg. Der 1623 wieder zum Katholizismus übergetretene Wartenberg löste mit seinen Rekatholisierungsmaßnahmen 1625 einen Aufstand seiner Untertanen aus. Den Vorwerkshof kaufte 1629 Georg Friedrich von Kranach. Johann Heinrich von Kranach verkaufte 1637 seinen Anteil an Nieder-Ebersdorf an Haubold Paust von Liebstadt. Weitere Anteile an dem aus 38 Wirtschaften bestehenden Dorf besaßen die Familie Roder von Feldburg und Johann Rudolf Larisch von Elgoth. 1736 erwarb Karl Graf Clary Nieder-Ebersdorf von Barbara von Kranach für 10.000 Gulden. Nach der Parzellierung des Kranachhofes entstand 1785 die Ansiedlung Kronagsdorf, die der Herrschaft Binsdorf untertänig war. Gepfarrt war das Dorf immer zur Stadtkirche Mariä Geburt in Bensen.
Nach der Aufhebung der Patrimonialherrschaften bildete Nieder-Ebersdorf ab 1850 mit der Ansiedlung Kronagsdorf eine politische Gemeinde in der Bezirkshauptmannschaft Tetschen. 1858 erfolgte die Absteckung der Trasse für eine Eisenbahnstrecke der Böhmischen Nordbahn zwischen Tetschen und Warnsdorf. Gebaut wurde die Bahn jedoch erst zwischen 1867 und 1869. Im Jahr 1863 wurde eine Dorfschule eingerichtet. 1876 gründete sich eine Freiwillige Feuerwehr. Im selben Jahr forderten die Einwohner von Kronagsdorf den Anschluss an Nieder-Ebersdorf. Nieder-Ebersdorf bestand im Jahr 1890 aus 152 Häusern und hatte 862 Einwohner. 1912 verschmolz Kronagsdorf schließlich mit Nieder-Ebersdorf. 1928 erhielt Nieder-Ebersdorf eine Bahnstation. 1930 lebten in Nieder-Ebersdorf 1186 Menschen. Fünf Jahre später wurde ein Teil des Absbaches reguliert.
1936 wurden sechs zum Kataster von Franzenthal gehörende Häuser am linken Ufer des Absbaches der Gemeinde Nieder-Ebersdorf zugeordnet, deren Fläche sich dadurch auf 557,1 ha erweiterte. Nach dem Münchner Abkommen wurde die Gemeinde 1938 dem Deutschen Reich zugeschlagen und gehörte bis 1945 zum Landkreis Tetschen, ab 1943 Tetschen-Bodenbach. 1939 lebten in Nieder-Ebersdorf 1164 Menschen. 1945 kam Nieder Ebersdorf zur Tschechoslowakei zurück, die deutschen Bewohner wurden 1946 vertrieben. 1946 erhielt das Dorf den Namen Dolní Habartice. Zu dieser Zeit hatte der Ort 657 Einwohner, darunter waren 13 deutsch-tschechische Familien. Zwischen 1980 und 1990 war Dolní Habartice nach Benešov nad Ploučnicí eingemeindet.

## Kultur und Sehenswürdigkeiten
- gezimmerte Blockhäuser
- Ruine der Burg Šarfenštejn, südlich des Dorfes auf einem Sporn über der Ploučnice